# Glacis (Vienna)

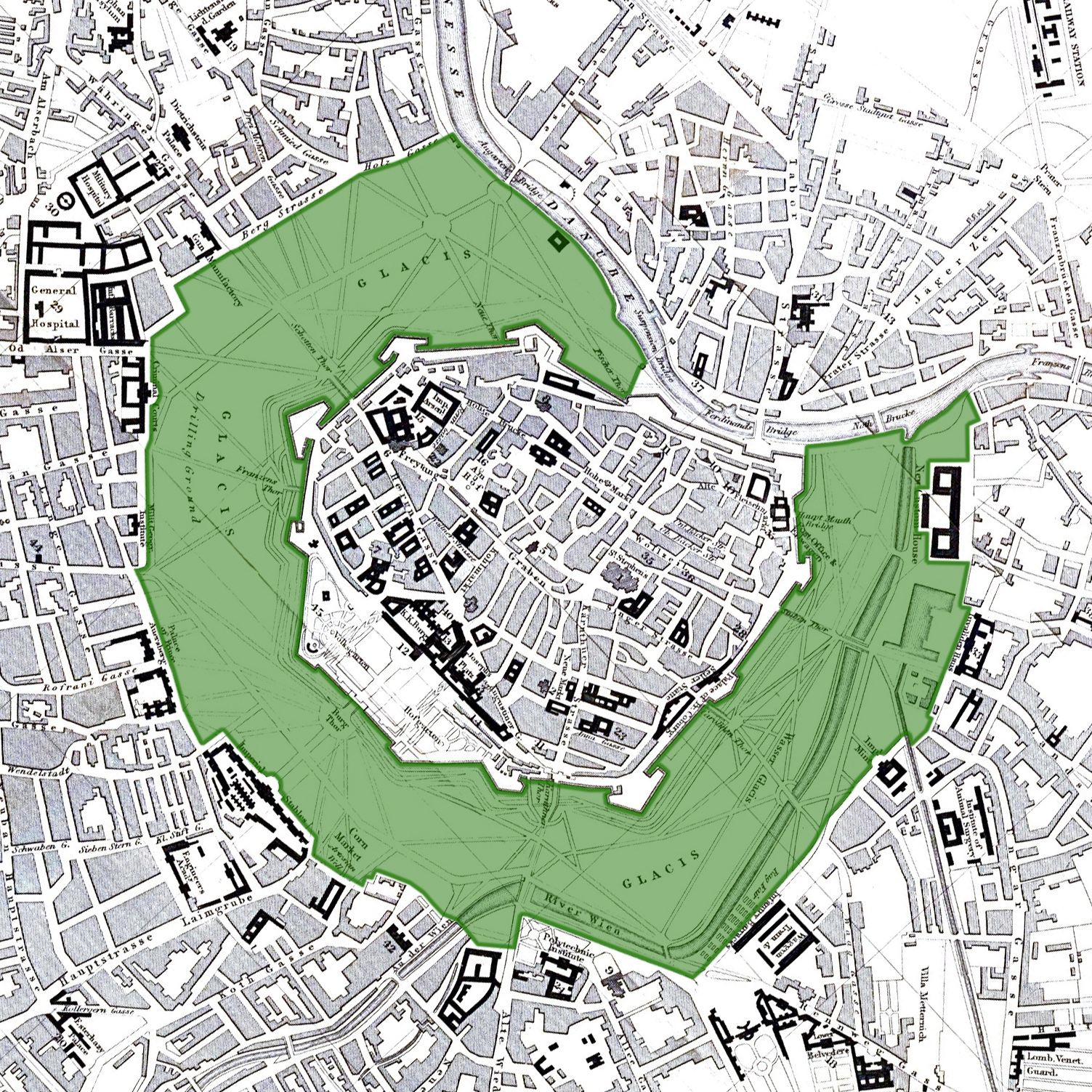
Il Glacis (in verde) in una mappa di Vienna del 1858

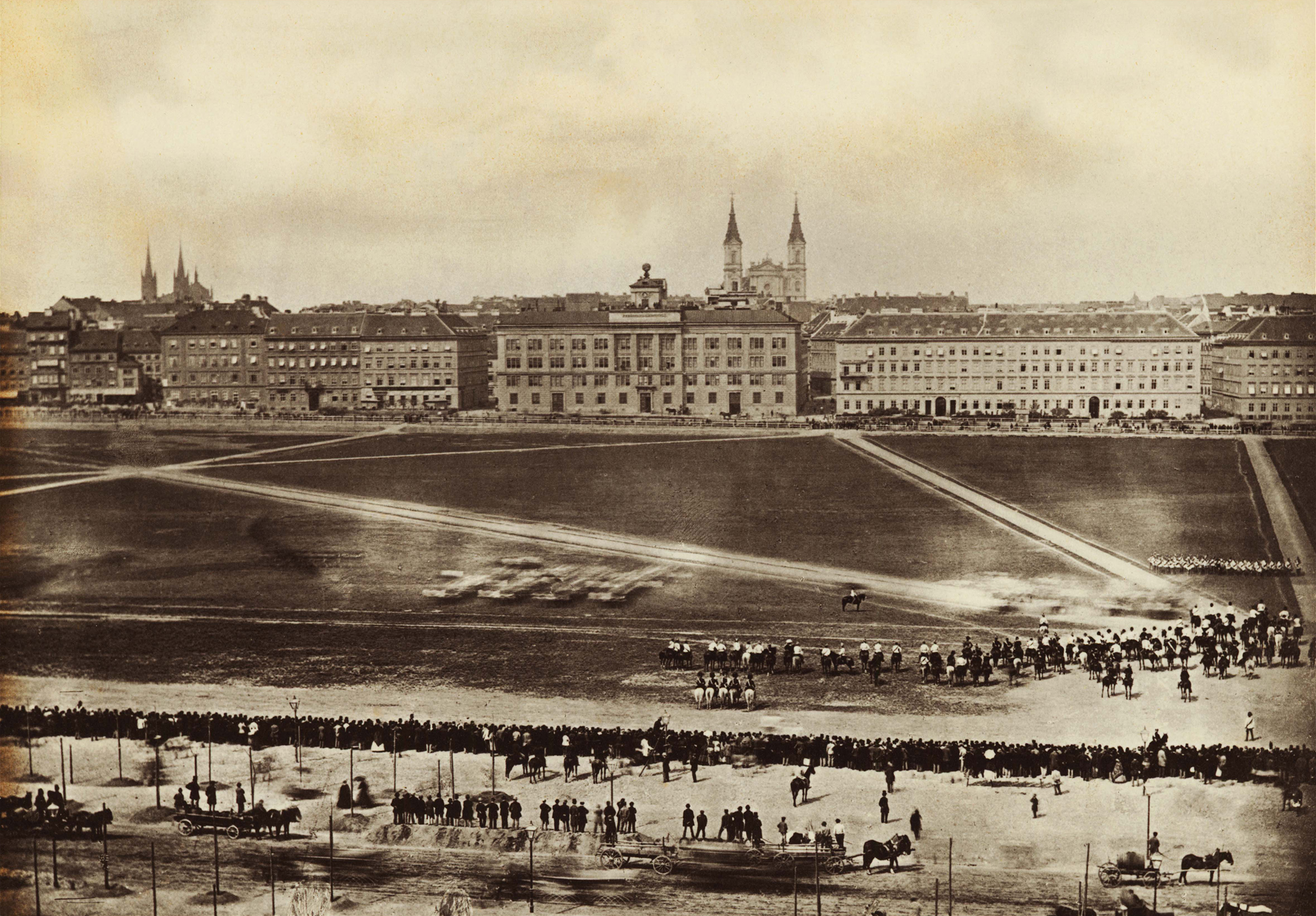
Il Glacis durante una parata militare nel 1860

Il Glacis era una vasta area inedificata che si estendeva tutt'intorno al centro storico della città di Vienna, ai piedi delle mura cittadine, e che divideva il centro storico dai sobborghi esterni.
La decisione di lasciare l'area completamente inedificata venne presa dopo il primo assedio dei Turchi (1529), per motivi di sicurezza militare. Il termine "Glacis" venne mutuato dalla parola francese che nella terminologia militare indica gli spalti delle mura; tuttavia, nonostante l'assonanza, il Glacis di Vienna era costituito da semplici aree a prato.
Inizialmente l'area inedificabile era limitata ai 40 Klafter (95 m) esterni alle mura; in seguito venne più volte estesa fino a raggiungere i 600 piedi (450 m). Il limite esterno del Glacis, oltre il quale era consentita l'edificazione, era segnalato da pietre confinarie.
Secondo le testimonianze dell'epoca, nelle mezze stagioni l'area del Glacis era frequentata dai Viennesi per le passeggiate, mentre in estate e in inverno l'attraversamento dell'area, priva di piantumazioni, risultava molto sgradevole per le temperature rispettivamente troppo alte o troppo basse. A fine Settecento l'imperatore Giuseppe II regolarizzò le vie di attraversamento e impiantò alcuni filari di alberi per rendere l'area più gradevole.
Durante il primo Ottocento si stabilirono sul Glacis anche diversi mercati, per i quali sorsero diversi fabbricati precari in legno; ai margini dell'area, la cui importanza militare era ormai scemata da tempo, furono eretti alcuni edifici pubblici. L'area venne infine completamente urbanizzata a partire dal 1858, quando fu tracciato il Ring (l'anello dei viali di circonvallazione), fiancheggiato da imponenti edifici intervallati da aree verdi formalmente disegnate.